# Robot Master
Un Robot Master est un ennemi et boss dans la série de jeux vidéo originale Mega Man. C'est un type particulier de robot ou androïde qui possède un niveau d'intelligence artificielle très avancé. La série comporte un grand nombre de ces robots sur des thèmes variés. Ils ont été créés conjointement par le Dr Light et le Dr Wily. Ils portent tous un nom et un nom de code DLN ou DWN (pour Doctor Light Number et Doctor Wily Number suivit d'un nombre à trois chiffres (à l'exception de l'unité Genesis à deux chiffres),,,,.
Les Robot Masters sont souvent conçus avec une force ou un élément particulier les dominant, leur permettant ainsi de prospérer dans des environnements spécifiques. Chacun de ces aspects est une arme que Mega Man peut acquérir lorsqu'il en élimine un. De plus, chaque arme est le point faible d'un autre robot dans un même jeu. Les Robot Masters ont tendance à être programmé avec des personnalités décalées. Le terme Robot Masters n'est pas utilisé au Japon.

## Mega Man
| #        | Robot Master | Arme           | Faiblesse      | Description |
| -------- | ------------ | -------------- | -------------- | --- |
| DLN. 003 | Cut Man      | Rolling Cutter | Super Arm      | Un robot-bûcheron qui est coiffé d'un sécateur géant qu'il utilise comme un boomerang. Il est sensible au pouvoir de Guts Man.                                                           |
| DLN. 004 | Guts Man     | Super Arm      | Hyper Bomb     | Un robot-ouvrier qui est doté d'une force incroyable: il saute pour crée un éboulement immobilisant Mega Man et lui jette un gros bloc. Il est sensible au pouvoir de Bomb Man.          |
| DLN. 005 | Ice Man      | Ice Slasher    | Thunder Beam   | Il explore les zones polaires. Il a l'apparence d'un inuit stéréotypé et possède un souffle glacial lui permettant de tirer des flèches de glace. Il est sensible au pouvoir d'Elec Man. |
| DLN. 006 | Bomb Man     | Hyper Bomb     | Fire Storm     | Il aide Guts Man en chantier. Il porte une coiffure mohawks et peut lancer des bombes. Il est sensible au pouvoir de Fire Man.                                                           |
| DLN. 007 | Fire Man     | Fire Storm     | Ice Slasher    | Ce robot brûle les déchets et est équipé d'un lance-flammes créant des ondes enflammées. Il est sensible au pouvoir d'Ice Man.                                                           |
| DLN. 008 | Elec Man     | Thunder Beam   | Rolling Cutter | Entretenant des centrales électriques, ce robot émet de puissantes décharges électriques. Il est sensible au pouvoir de Cut Man.                                                         |

### Mega Man Powered Up
Les Robot Masters Time Man et Oil Man complètent le remake de Mega Man sorti en 1987. Les noms de code sont issus de l'adaptation en bande dessinée par Archie Comics.
À cette occasion, certaines des faiblesses des boss ont été révisées afin d'inclure ces deux Robot Masters.
| #        | Robot Master | Arme           | Faiblesse      | Description |
| -------- | ------------ | -------------- | -------------- | ----------- |
| DLN. 003 | Cut Man      | Rolling Cutter | Super Arm      |             |
| DLN. 004 | Guts Man     | Super Arm      | Time Slow      |             |
| DLN. 005 | Ice Man      | Ice Slasher    | Hyper Bomb     |             |
| DLN. 006 | Bomb Man     | Hyper Bomb     | Rolling Cutter |             |
| DLN. 007 | Fire Man     | Fire Storm     | Ice Slasher    |             |
| DLN. 008 | Elec Man     | Thunder Beam   | Oil Slider     |             |
| DLN. 00A | Time Man     | Time Slow      | Thunder Beam   |             |
| DLN. 00B | Oil Man      | Oil Slider     | Fire Storm     |             |

## Mega Man2
| #        | Robot Master           | Arme            | Faiblesse                    | Description                                                                                        |
| -------- | ---------------------- | --------------- | ---------------------------- | -------------------------------------------------------------------------------------------------- |
| DWN. 009 | Metal Man              | Metal Blade     | Quick Boomerang, Metal Blade | Robot ninja lançant des disques tranchants                                                         |
| DWN. 010 | Air Man                | Air Shooter     | Leaf Shield                  | Robot-ventilateur créant des mini-tornades repoussant son adversaire                               |
| DWN. 011 | Bubble Man             | Bubble Lead     | Metal Blade                  | Robot-plongeur lançant bulles et missiles sous-marins                                              |
| DWN. 012 | Quick Man              | Quick Boomerang | Time Stopper                 | Le robot le plus rapide du jeu, enchaînant sprints, grands sauts et lancers de boomerangs          |
| DWN. 013 | Crash Man ou Clash Man | Crash Bomber    | Air Shooter                  | Robot contre-attaquant avec des mines explosives vers le sol                                       |
| DWN. 014 | Flash Man              | Time Stopper    | Crash Bomber, Metal Blade    | Robot contrôlant le temps. Sans doute le plus facile du jeu.                                       |
| DWN. 015 | Heat Man               | Atomic Fire     | Bubble Lead                  | Robot en forme de briquet, pouvant créer un brasier autour de lui et foncer sur l'ennemi           |
| DWN. 016 | Wood Man               | Leaf Shield     | Atomic Fire                  | Robot en forme de tronc d'arbre, créant des barrières de feuilles qu'il envoie vers son adversaire |

## Mega Man3
| #        | Robot Master | Arme           | Faiblesse      | Description |
| -------- | ------------ | -------------- | -------------- | --- |
| DWN. 017 | Needle Man   | Needle Cannon  | Gemini Laser   | Ce robot lance continuellement des piques. C'est en le battant que le joueur obtient le pouvoir du Rush Jet. Il est vulnérable au pouvoir de Gemini Man, mais reste sans doute le robot le plus dur du jeu.       |
| DWN. 018 | Magnet Man   | Magnet Missile | Spark Shock    | Bien que peu résistant, ce robot inflige rapidement de lourds dégâts en tirant des missiles magnétiques, et en cherchant à attirer Mega Man vers lui. Il est vulnérable au pouvoir de Spark Man.                  |
| DWN. 019 | Gemini Man   | Gemini Laser   | Search Snake   | Ce robot peut se dédoubler dans une première partie du combat. Une fois son double détruit, il tire des rayons laser qui ricochent sur les murs. Il est vulnérable au pouvoir de Snake Man.                       |
| DWN. 020 | Hard Man     | Hard Knuckle   | Magnet Missile | Il lance des poings métalliques avant de plonger sur Mega Man, la tête la première. Il est vulnérable au pouvoir de Magnet Man.                                                                                   |
| DWN. 021 | Top Man      | Top Spin       | Hard Knuckle   | Ce robot lance des toupies, et circule d'un coin à l'autre de la salle de combat en tournoyant sur lui-même. Il est vulnérable au pouvoir de Hard Man. C'est le robot le moins endurant et le plus facile du jeu. |
| DWN. 022 | Snake Man    | Search Snake   | Needle Cannon  | Il lance des serpents qui rampent sur le sol, et court dans la salle de combat. Il est vulnérable au pouvoir de Needle Man.                                                                                       |
| DWN. 023 | Spark Man    | Spark Shock    | Shadow Blade   | Ce robot crée des étincelles. Il est vulnérable au pouvoir de Shadow Man. |
| DWN. 024 | Shadow Man   | Shadow Blade   | Top Spin       | Robot-ninja capable d'effectuer des glissades similaires à celle de Mega Man, et armé de shurikens. C'est en le battant que Mega Man le pouvoir du Rush Marine. Il est vulnérable au pouvoir de Top Man.          |

## Mega Man4
| #        | Robot Master | Arme           | Faiblesse      | Description |
| -------- | ------------ | -------------- | -------------- | --- |
| DWN. 025 | Bright Man   | Flash Stopper  | Rain Flush     | Il a une grande lampe sur la tête qui lui permet d'arrêter le temps, ensuite soit il tire sur Mega Man soit il lui bondit dessus. |
| DWN. 026 | Pharaoh Man  | Pharaoh Shot   | Flash Stopper  | Il tire des vagues de sables dont certaines plus grandes et plus puissantes mais plus faciles à esquiver. |
| DWN. 027 | Drill Man    | Drill Bomb     | Dive Missile   | Le robot-perceuse, il peut se déplacer sous terre et tirer des missiles-perceuses explosifs. |
| DWN. 028 | Ring Man     | Ring Boomerang | Pharaoh Shot   | Il lance des grands anneaux téléguidés qui reviennent toujours à lui et est avec Bright Man l'un des deux robots les plus durs du jeu parmi les huit premiers.                                                                                        |
| DWN. 029 | Toad Man     | Rain Flush     | Drill Bomb     | Le robot-grenouille qui se déplace en sautant et danse pour provoquer une pluie d'acide. Même si son attaque est impossible à esquiver il reste le plus facile boss à vaincre parce-qu'il lui faut de la distance pour faire sa danse et son attaque. |
| DWN. 030 | Dust Man     | Dust Crusher   | Ring Boomerang | Le robot-aspirateur, il aspire des morceaux de ferrailles qu'il tire et qui se séparent en quatre projectiles. |
| DWN. 031 | Dive Man     | Dive Missile   | Skull Barrier  | Le robot sous-marin qui se déplace en tournant sur lui-même et tire des torpilles à tête-chercheuse. |
| DWN. 032 | Skull Man    | Skull Barrier  | Dust Crusher   | Le robot-squelette, il a un canon similaire à celui de Mega Man au bras et créé des barrières de crânes qui le protègent contre la plupart des attaques.                                                                                              |

## Mega Man5
| #        | Robot Master | Arme         | Faiblesse    | Description                                                                                |
| -------- | ------------ | ------------ | ------------ | ------------------------------------------------------------------------------------------ |
| DWN. 033 | Gravity Man  | Gravity Hold | Star Crash   | Il contrôle la gravité de la salle de combat                                               |
| DWN. 034 | Wave Man     | Water Wave   | Charge Kick  | Il lance des jets d'eau et fait jaillir des geysers du sol                                 |
| DWN. 035 | Stone Man    | Power Stone  | Napalm Bomb  | Un robot composé de roches. Il lance des pierres                                           |
| DWN. 036 | Gyro Man     | Gyro Attack  | Gravity Hold | Un robot volant avec des hélices sur le dos, qui lui servent également de boomerang        |
| DWN. 037 | Star Man     | Star Crash   | Water Wave   | Ce robot génère une barrière défensive d'étoiles, qu'il peut également lancer sur Mega Man |
| DWN. 038 | Charge Man   | Charge Kick  | Power Stone  | Le robot-locomotive charge Mega Man et lance des morceaux de charbon                       |
| DWN. 039 | Napalm Man   | Napalm Bomb  | Crystal Eye  | Ce robot lance des missiles et des bombes                                                  |
| DWN. 040 | Crystal Man  | Crystal Eye  | Gyro Attack  | Il lance des morceaux de cristaux qui explosent en plusieurs cristaux                      |

## Mega Man6
| #        | Robot Master | Arme            | Faiblesse       | Description |
| -------- | ------------ | --------------- | --------------- | --- |
| DWN. 041 | Blizzard Man | Blizzard Attack | Flame Blast     | Robot skieur, il fait tomber de la neige du ciel |
| DWN. 042 | Centaur Man  | Centaur Flash   | Knight Crush    | Un centaure mécanisé qui fonce d'un coin à l'autre de la pièce, en utilisant un flash paralysant semblable à celui de Flash Man de Mega Man 2 et Bright Man de Mega Man 4 |
| DWN. 043 | Flame Man    | Flame Blast     | Wind Storm      | Il lance des flammes et fait jaillir des geysers de feu. Un mélange entre Fire Man du premier Mega Man et de Heat Man de Mega Man 2                                       |
| DWN. 044 | Knight Man   | Knight Crush    | Yamato Spear    | Le robot-chevalier utilise une masse d'armes, qu'il lance également sur Mega Man                                                                                          |
| DWN. 045 | Plant Man    | Plant Barrier   | Blizzard Attack | Le robot-plante se protège grâce à une barrière de fleurs. Il ressemble fortement à Wood Man de Mega Man 2                                                                |
| DWN. 046 | Tomahawk Man | Silver Tomahawk | Plant Barrier   | Le robot-indien lance des haches et des plumes |
| DWN. 047 | Wind Man     | Wind Storm      | Centaur Flash   | Il lance des tornades et utilise ses ventilateurs pour souffler du vent. Il ressemble à Air Man de Mega Man 2                                                             |
| DWN. 048 | Yamato Man   | Yamato Spear    | Silver Tomahawk | Le robot-samouraï utilise un bâton et lance des piques |

## Mega Man7
| #        | Robot Master | Arme           | Faiblesse                      | Description |
| -------- | ------------ | -------------- | ------------------------------ | --- |
| DWN. 049 | Freeze Man   | Freeze Cracker | Junk Shield                    | Le robot de glaces, il envoie de la glace comme projectile, il gèle le sol pour geler les pieds de Mega Man et gèle le plafond pour faire tomber des piques de glaces. |
| DWN. 050 | Junk Man     | Junk Shield    | Thunder Bolt                   | Un robot qui utilise la ferraille de la salle de combat en la lançant, en le faisant tomber du plafond et en l'attirant sur un aimant électrique à la place de sa main droite. Il peut aussi s'entourer d'une barrière de ferraille et la lancer.                                                                  |
| DWN. 051 | Burst Man    | Danger Wrap    | Freeze Cracker ou Scorch Wheel | Il tire des bulles contenant des bombes pour essayer d'envoyer Mega Man sur des piques au plafonds, il peut lui envoyer des bulles pour le repousser et en faire sortir d'autres du sol vers les piques. |
| DWN. 052 | Cloud Man    | Thunder Bolt   | Danger Wrap                    | Il utilise un nuage pour voler et absorber la foudre pour l'envoyer. Il peut aussi faire du vent et de la pluie pour pousser Mega Man vers le vide. |
| DWN. 053 | Spring Man   | Wild Coil      | Slash Claw                     | Le robot-ressort. Il peut prolonger ses bras ressorts pour frapper de loin. Il peut aussi sauter très haut grâce à ses jambes ressorts. Il peut envoyer des piques à ressort qui se déplacent en bondissant et peut cogner Mega Man contre le plafond s'il l'attrape.                                              |
| DWN. 054 | Slash Man    | Slash Claw     | Scorch Wheel ou Freeze Cracker | Un robot qui n'utilise que des griffes en métal pour se battre mais qui se déplace très vite en sautant. Il peut aussi faire tomber de la glu rouge du plafond pour ralentir ou paralyser Mega Man. |
| DWN. 055 | Shade Man    | Noise Crush    | Wild Coil                      | Le robot-vampire. Il peut faire un suçon comme un vampire à Mega Man pour lui prendre des points de vie. Il peut changer temporairement en pierre avec de la lumière sortant de ses yeux. Il peut aussi envoyer des sortes d'ultrasons qui reviennent vers lui pour en renvoyer des plus grands et plus puissants. |
| DWN. 056 | Turbo Man    | Scorch Wheel   | Noise Crush                    | Le robot-voiture de course. Comme les Transformers, il peut se transformer en son véhicule pour foncer sur Mega Man. Il peut envoyer une grande roue de feu qui roule sur l'un des murs pour retomber en laissant des flammes sur le sol et peut aspirer Mega Man avec ses pots d'échappement.                     |

## Mega Man8
| #        | Robot Master | Arme           | Faiblesse               | Description |
| -------- | ------------ | -------------- | ----------------------- | --- |
| DWN. 057 | Tengu Man    | Tornado Hold   | Ice Wave/Mega Buster    | Tengu Man et Astro Man se retrouvent également dans Megaman and Bass, bien que leurs techniques de combat ne soient pas les mêmes. |
| DWN. 058 | Astro Man    | Astro Crush    | Homing Sniper           | |
| DWN. 059 | Sword Man    | Flame Sword    | Water Balloon           | |
| DWN. 060 | Clown Man    | Thunder Claw   | Tornado Hold            | |
| DWN. 061 | Search Man   | Homing Sniper  | Flame Sword             | |
| DWN. 062 | Frost Man    | Ice Wave       | Flash Bomb/Flame Sword  | |
| DWN. 063 | Grenade Man  | Flash Bomb     | Thunder Claw            | |
| DWN. 064 | Aqua Man     | Water Balloon  | Astro Crush             | |
| DLN. 003 | Cut Man      | Rolling Cutter | Mega Buster             | Cut Man est un robot créé par le Dr Light. Uniquement dans la version Saturn                                                       |
| DWN. 016 | Wood Man     | Leaf Shield    | Flame Sword/Mega Buster | |

## Mega Man9
| #        | Robot Master | Arme            | Faiblesse       | Description |
| -------- | ------------ | --------------- | --------------- | --- |
| DWN. 065 | Concrete Man | Concrete Shot   | Laser Trident   | Le robot béton commence le combat en sautant sur Mega Man, ensuite soit il lui fonce rapidement dessus soit il lui lance des blocs de béton. Il est sensible au pouvoir de Splash Woman.                          |
| DWN. 066 | Jewel Man    | Jewel Satellite | Black Hole Bomb | Le robot bijou saute dans l'arène en étant muni d'une barrière de joyaux qui le protège de la plupart des attaques. Il est sensible au pouvoir de Galaxy Man.                                                     |
| DWN. 067 | Hornet Man   | Hornet Chaser   | Magma Bazooka   | Le robot frelon tire des frelons qui passent à travers les murs et suivent en permanence Mega Man. Il est sensible au pouvoir de Magma Man.                                                                       |
| DWN. 068 | Plug Man     | Plug Ball       | Jewel Satellite | Le robot prise électrique crée de balles électriques pouvant aller sur les murs et au plafond. Il est sensible au pouvoir de Jewel Man. Considéré comme le plus dur du jeu.                                       |
| DWN. 069 | Splash Woman | Laser Trident   | Hornet Chaser   | Le robot sirène fait d'abord appel à des poissons fonçant sur Mega man. Puis, une fois au point le plus haut de l'arène, elle tire des rayons lasers avec son trident. Elle est sensible au pouvoir d'Hornet Man. |
| DWN. 070 | Magma Man    | Magma Bazooka   | Tornado Blow    | Le robot magma tire des boules de feu devant lui. Plus il se concentre, plus les boules de feu deviennent grosses. Il est sensible au pouvoir de Tornado Man.                                                     |
| DWN. 071 | Galaxy Man   | Black Hole Bomb | Concrete Shot   | Le robot OVNI se téléporte dans différents endroits de l'arène en lâchant de temps en temps une bombe aspirant Mega Man. Il est sensible au pouvoir de Concrete Man.                                              |
| DWN. 072 | Tornado Man  | Tornado Blow    | Plug Ball       | Le robot tornade crée une tornade avec ses jambes le faisant prendre de la hauteur puis, avec son poignet fait apparaître plusieurs tornades dans l'arène. Il est sensible au pouvoir de Plug Man.                |
| DWN. ??? | Fake Man     | aucune          | Jewel Satellite | |

## Mega Man10
| #        | Robot Master | Arme           | Faiblesse      | Description |
| -------- | ------------ | -------------- | -------------- | --- |
| DWN. 073 | Blade Man    | Triple Blade   | Commando Bomb  | Robot formé de trois épées. |
| DWN. 074 | Pump Man     | Water Shield   | Thunder Wool   | Robot en forme de pompe à eau capable de créer un bouclier de bulles. |
| DWN. 075 | Commando Man | Commando Bomb  | Wheel Cutter   | Robot militaire avec un canon à chaque bras. |
| DWN. 076 | Chill Man    | Chill Spike    | Solar Blaze    | Tire des stalagmites de glace sur le terrain. |
| DWN. 077 | Sheep Man    | Thunder Wool   | Rebound Strike | Robot en forme de mouton avec 2 antennes sur le dos, il peut se transformer en quatre nuages qui lancent des éclairs.                                                                                 |
| DWN. 078 | Strike Man   | Rebound Strike | Triple Blade   | Robot en forme de balle de baseball, il lance des projectiles qui peuvent rebondir. |
| DWN. 079 | Nitro Man    | Wheel Cutter   | Chill Spike    | Il peut se transformer en moto. En mode Hard, ses attaques sont les plus difficiles à éviter. |
| DWN. 080 | Solar Man    | Solar Blaze    | Water Shield   | Robot doté d'un soleil artificiel flottant sur sa tête. Il tire des projectiles de feu de taille variable et qui se séparent en deux. En mode Hard, il est sans doute le robot le plus dur à vaincre. |

## Mega Man 11
| #        | Robot Master | Arme             | Faiblesse        | Description | Boost      |
| -------- | ------------ | ---------------- | ---------------- | --- | ---------- |
| DWN. 081 | Block Man    | Block Dropper    | Chain Blast      | Robot convertible en golem géant de pierre                                                                     | Power Gear |
| DWN. 082 | Fuse Man     | Scramble Thunder | Bounce Ball      | Robot à fusibles se déplaçant à la vitesse de la lumière et créant de fortes décharges électriques vers le sol | Speed Gear |
| DWN. 083 | Blast Man    | Chain Blast      | Blazing Torch    | Artiste en matière d'explosifs                                                                                 | Power Gear |
| DWN. 084 | Acid Man     | Acid Barrier     | Block Dropper    | Robot chimiste tirant des jets d'acide                                                                         | Speed Gear |
| DWN. 085 | Tundra Man   | Tundra Storm     | Scramble Thunder | Robot patineur artistique capable de créer des tempêtes de neige                                               | Speed Gear |
| DWN. 086 | Torch Man    | Blazing Torch    | Tundra Storm     | Robot adepte d'arts martiaux capable de créer de fortes déflagrations                                          | Power Gear |
| DWN. 087 | Impact Man   | Pile Driver      | Acid Barrier     | Robot type marteau-piqueur multi-transformable                                                                 | Power Gear |
| DWN. 088 | Bounce Man   | Bounce Ball      | Pile Driver      | Robot de type baudruche à bras extensibles                                                                     | Speed Gear |

## Mega Man & Bass
| #       | Robot Master | Créateur | Arme           | Faiblesse      |
| ------- | ------------ | -------- | -------------- | -------------- |
| KGN-001 | Dynamo Man   | King     | Lightning Bolt | Copy Vision    |
| KGN-002 | Cold Man     | King     | Ice Wall       | Lightning Bolt |
| KGN-003 | Ground Man   | King     | Spread Drill   | Remote Mine    |
| KGN-004 | Pirate Man   | King     | Remote Mine    | Wave Burner    |
| KGN-005 | Burner Man   | King     | Wave Burner    | Ice Wall       |
| KGN-006 | Magic Man    | King     | Magic Card     | Tengu Blade    |
| DWN-057 | Tengu Man    | Wily     | Tengu Blade    | Spread Drill   |
| DWN-058 | Astro Man    | Wily     | Copy Vision    | Magic Card     |